# Togdheer
|  | Aquest article tracta sobre d'una regió de Somalilàndia. Vegeu-ne altres significats a «riu Todgheer». |

Togdheer (Togdir o Todgir) és una regió de Somalilàndia, amb capital a Burao. Agafa el seu nom del riu Todgheer que la creua i passa per la capital. El riu generalment està sec, excepte a l'època de pluges, quan fins i tot provoca inundacions.
La regió fou dividia el 2008 en les de Odweyne (la part occidental) i Buuhodle (la part sud-oriental) i a més va perdre una part que es va integrar a la regió de Saraar (formada amb territoris procedents majoritàriament de Sool). Buuhodle fou ocupada per Puntland a finals del 2003 i constituïda en la regió de Cayn i, per tant, la proclamació del govern no tenia efectivitat sobre el terreny
L'antiga regió fou creada pel règim de Siad Barre el 1982 i estava dividida en quatre districtes: Burao, Buuhodle, Odweyne, i Sheik Hasan Geele. Sota el govern de Somalilàndia es van afegir els districtes de Duruqsi i Qorylae. La nova regió va quedar dividida en quatre districtes (un de nova creació):
- Burao
- Sheik Hasan Geele
- Qorylae
- War Imran

Els districtes d'Odweyne i Duruqsi van quedar a la regió d'Odweyne, i el de Buuhodle a la regió del mateix nom. Qoryale va perdre part del seu territori que va passar a Saraar.